# Torneo de Metz 2013
El Moselle Open 2013 es un torneo de tenis jugado en canchas duras bajo techo. Es la 16 ª edición del Moselle Open , y forma parte de la ATP World Tour 250 series del 2013. Se llevará a cabo en el Parc des Expositions de Metz Métropole, Francia, del 16 al 22 de septiembre de 2013.

## Cabeza de serie

### Individual
| Tenista               | Ranking | Preclasificada |
| Jo-Wilfried Tsonga    | 8       | 1              |
| Gilles Simon          | 16      | 2              |
| Andreas Seppi         | 22      | 3              |
| Philipp Kohlschreiber | 25      | 4              |
| Benoît Paire          | 28      | 5              |
| Sam Querrey           | 31      | 6              |
| Jérémy Chardy         | 39      | 7              |
| Florian Mayer         | 44      | 8              |

- El Ranking es de 9 de septiembre de 2013.

### Dobles
| Tenista                              | Ranking | Preclasificada |
| Rohan Bopanna Édouard Roger-Vasselin | 31      | 1              |
| Julian Knowle Marcelo Melo           | 52      | 2              |
| Jamie Murray John Peers              | 76      | 3              |
| Andre Begemann Martin Emmrich        | 77      | 4              |

- El Ranking es de 9 de septiembre de 2013.

## Campeones

### Individual Masculino
Gilles Simon venció a  Jo-Wilfried Tsonga por 6–4, 6–3

### Dobles Masculino
Johan Brunström /  Raver Klaasen vencieron a  Nicolas Mahut /  Jo-Wilfried Tsonga